# Tropfest
Das Tropfest ist ein Kurzfilmfestival, das jährlich in Sydney stattfindet. Seinen Namen hat das Tropfest vom Tropicana Cafe in Darlinghurst, einem östlichen Vorort von Sydney. 1993 von John Polson ins Leben gerufen, bestand das erste Festival aus einer kleinen Videoprojektion auf eine Wand des Tropicana Cafes.

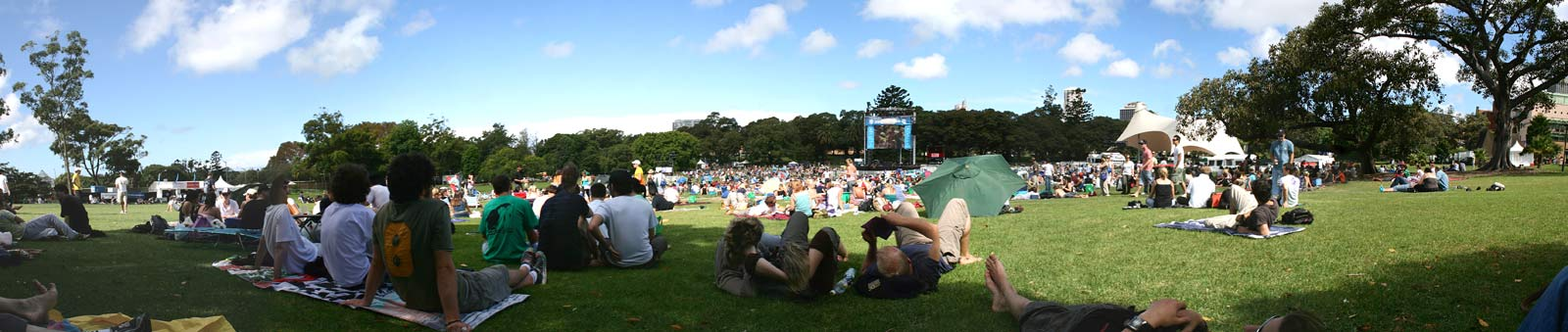
Tropfest 2007 im Domain Park

2003 wurden über 700 Kurzfilme beim Festival eingereicht und die 16 Finalisten in öffentlichen Parks und Cafés in ganz Australien gezeigt. In Sydney fanden sich über 100.000 Menschen vor den großen Videowänden im Domain Park ein. Die Gewinner werden von Preisrichtern nominiert, zu denen bekannte australische Filmregisseure, Schauspieler, Drehbuchautoren, Produzenten und frühere Tropfest-Gewinner zählen.